# SGDC-1
Il SGDC (Satélite Geoestacionário de Defesa e Comunicações Estratégicas) è un satellite di comunicazione geostazionario brasiliano.
Il satellite SGDC-1 opera nelle bande X e Ka sono per uso statale per garantire la sicurezza delle reti governative ed l'offerta di banda larga alle regioni isolate. È previsto il lancio di un secondo satellite della serie.

## Specifiche
- Comunicazioni: 50 transponder in banda Ka, 7 transponder in banda X
- Alimentazione: pannelli solari, batterie[2]